# Oskrobek
Oskrobek (Cionus) – rodzaj chrząszczy z rodziny ryjkowcowatych. W jej obrębie zalicza się go do podrodziny Curculioninae i plemienia Cionini. Obejmuje ponad 80 opisanych gatunków. Zamieszkują one krainy: palearktyczną, etiopską i orientalną. Są fitofagami. Larwy żerują ukryte w śluzowatej wydzielinie lub włoskach rośliny żywicielskiej. Poczwarki schowane są w kokonie utworzonym z wydzieliny.

## Morfologia
Chrząszcze te osiągają od 3 do niemal 6 mm długości ciała, które może być owalne lub o bokach prawie równoległych. Zarówno wierzch jak i spód ciała porastają wydłużone łuseczki, najczęściej o barwie czarnej, białawej lub żółtawej, ale czasem też innej.
Ryjek jest dłuższy od przedplecza, ale nie dłuższy niż dwukrotność jego długości, zwykle mniej więcej tak długi jak przedplecze i głowa razem wzięte, u samic przeciętnie dłuższy niż u samców. Forma ryjka może być od smukłej do umiarkowanie grubej, najczęściej jest słabo zakrzywiona. Na jego powierzchni występuje gęste punktowanie, które często sięga aż do jego szczytu. Odległość między dużymi, zaokrąglonymi, słabo wypukłymi oczami jest wyraźnie mniejsza niż szerokość podstawy ryjka. Smukłe czułki mają trzonek dłuższy od pięcioczłonowego funikulusa i zwieńczone są wydłużoną, owalną buławką. U samców czułki osadzone są bliżej wierzchołka ryjka niż u samic.
Przedplecze jest szersze niż dłuższe, trapezowatego kształtu; jego powierzchnię pokrywa punktowanie oraz długie łuski o rozmaitym rozmieszczeniu i zagęszczeniu. Przed przednią krawędzią przedplecza znajdować się może przewężenie. Przednia krawędź przedpiersia odznacza się wykrojeniem o różnej głębokości. Dużą, trójkątną, płaską tarczkę cechuje punktowana lub pomarszczona powierzchnia. Pokrywy są znacznie szersze niż nasada przedplecza, w zarysie prawie kwadratowe z prostokątnie sterczącymi barkami do szeroko zaokrąglonych, o powierzchni podzielonej na rzędy (rowki) i międzyrzędy (zagoniki). W rzędach, a czasem też na nieparzystych międzyrzędach leżą duże punkty. Międzyrzędy są płaskie do lekko wypukłych. Pokrywy porośnięte delikatnymi, wydłużonymi do włosowatych łuseczkami. U większości gatunków palearktycznych występują na nich dwie plamy czarnego omszenia – grzbietowa i przedwierzchołkowa. Brak jest takowych plam u gatunków południowoafrykańskich. Wyrostek międzybiodrowy śródpiersia może mieć powierzchnię płaską do nieco wysklepionej i kształt prawie czworokątny do prawie trójkątnego, przy czym jego tylna krawędź jest zawsze tępa.
Odnóża dwóch ostatnich lub wszystkich par mają na udach duże, zwykle trójkątne i ostre zęby; na przednich udach mogą być słabo zaznaczone. Uda porośnięte są wydłużonymi łuseczkami o ustawieniu leżącym do półwzniesionego. Proste do lekko zakrzywionych golenie porośnięte są wydłużonymi łuseczkami o rozmaitym ustawieniu i barwie; niekiedy łuseczki formują na goleniach barwne przepaski. Kolce na szczycie goleni (mucro) obecne są tylko u samców C. helleri. Stopy mają trzeci człon dwupłatowy i szerszy od poprzedniego. W budowie pazurków często przejawia się dymorfizm płciowy – samce wielu gatunków mają u stóp przednich pazurek wewnętrzny dłuższy od zewnętrznego, a u stóp pozostałych par pazurek zewnętrzny dłuższy od wewnętrznego.
Odwłok ma pygidium w całości nakryte pokrywami. Łączna długość dwóch pierwszych z widocznych sternitów (wentrytów) jest od 2,5 do 7 razy większa niż łączna długość wentrytów trzeciego i czwartego. U samców na dwóch pierwszych wentrytach występują wciski, które bywają jednak słabo widoczne. Genitalia samców cechują się dobrze rozwiniętym tegmenem i jego apodemami, brakiem płatów parameroidalnych, dobrze wykształconymi apodemami prącia, a samym prąciem wydłużonym i o kształcie charakterystycznym dla gatunku. Narządy rozrodcze samic mają zbiornik nasienny o przysadzistym, kulistym, wyraźnie zesklerotyzowanym korpusie wzdłuż którego pozakrzywiane są ciernie. Budowę zbiornika nasiennego gatunków pozapalearktycznych cechuje większa złożoność niż palearktycznych.

## Biologia i ekologia

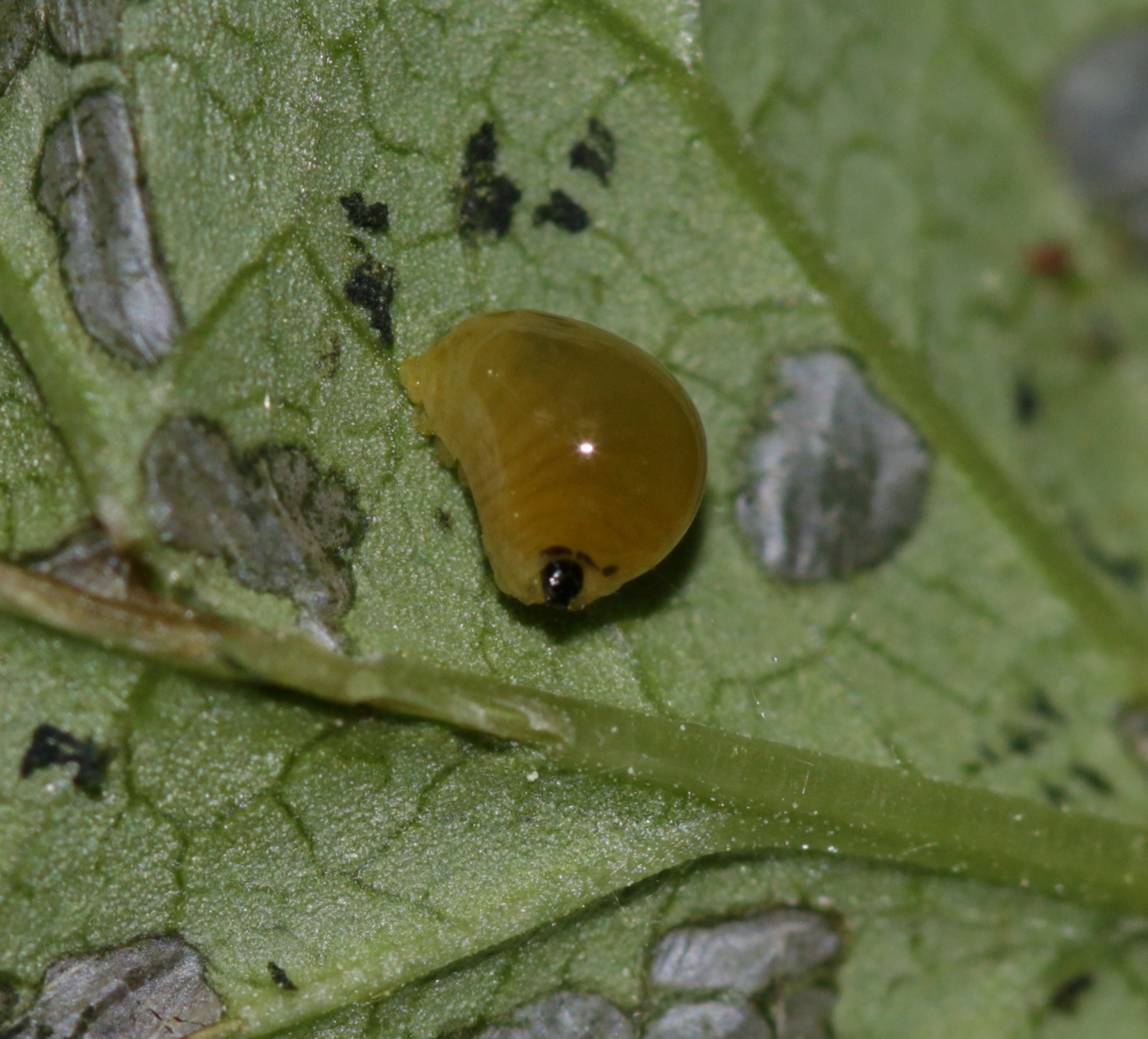
Larwa oskrobka trędownikowca w wydzielinie i wygryzane przez nią otwory

Oskrobki są zewnętrznymi fitofagami żerującymi na roślinach z trzech rodzin: trędownikowatych (Scrophulariaceae), paulowniowatych (Paulowniaceae) i budlejowatych (Buddlejaceae). W Europie Środkowej roślinami żywicielskimi są trędowniki, namulniki i dziewanny. Samice składają jaja na powierzchni lub we wnętrzu rośliny żywicielskiej, w drugim przypadku zatykając otwór odchodami. Larwy zwykle są foliofagami, żerującymi na powierzchni liści. Rzadziej prowadzą żer na pąkach kwiatowych. Wygryzane przez nie otwory są drobnych rozmiarów i okienkowatej formy. Larwa może przez cały czas pozostawać ukryta w śluzie wydzielanym przez kurczliwą rurkę na grzbietowej stronie ostatniego z segmentów jej odwłoka lub wśród włosków rośliny żywicielskiej. Przepoczwarczenie następuje na różnych częściach rośliny, w przejrzystym kokonie żółtawej do brunatnej barwy, utworzonym przez tę samą wydzielinę. Stadium poczwarki w warunkach europejskich trwa od 6 do 14 dni.
W Europie parazytoidami oskrobków są siercinkowate z rodzaju Dibrachoides.

## Rozprzestrzenienie

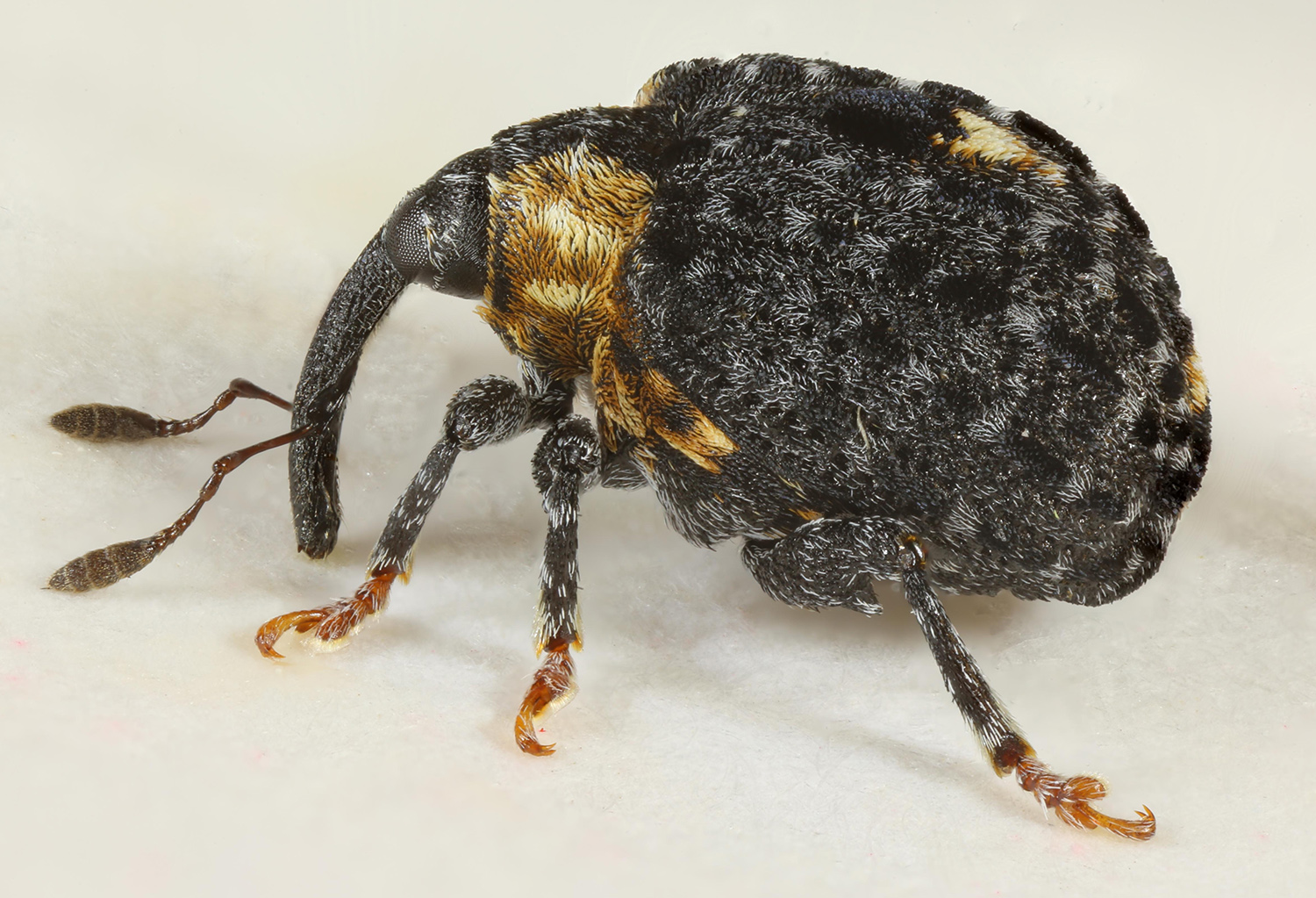
Cionus tuberculosus

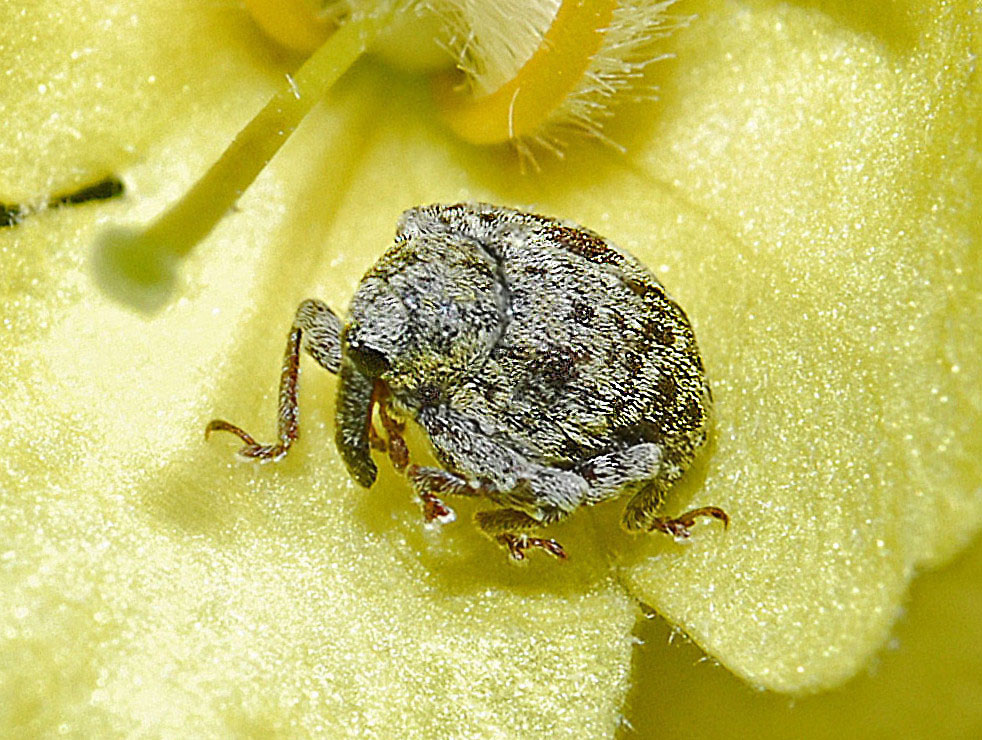
Oskrobek ogrodowy na dziewannie.

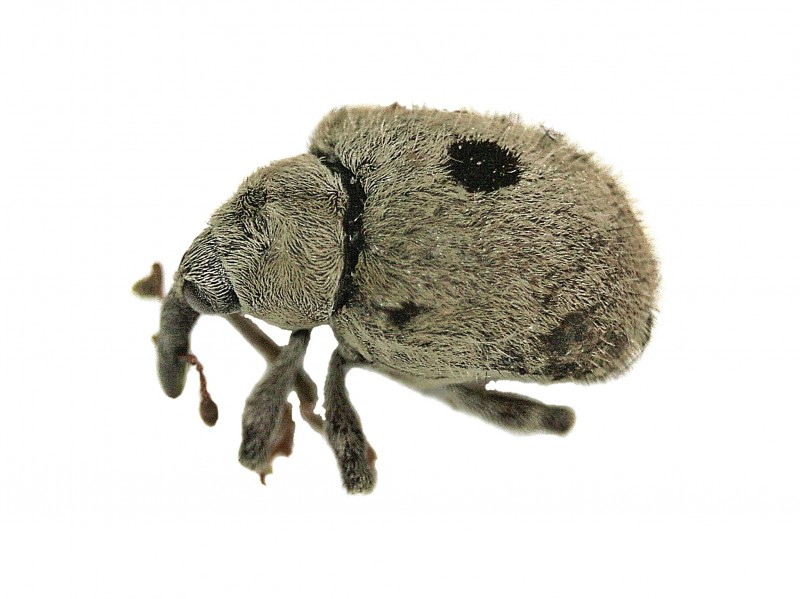
Cionus olens

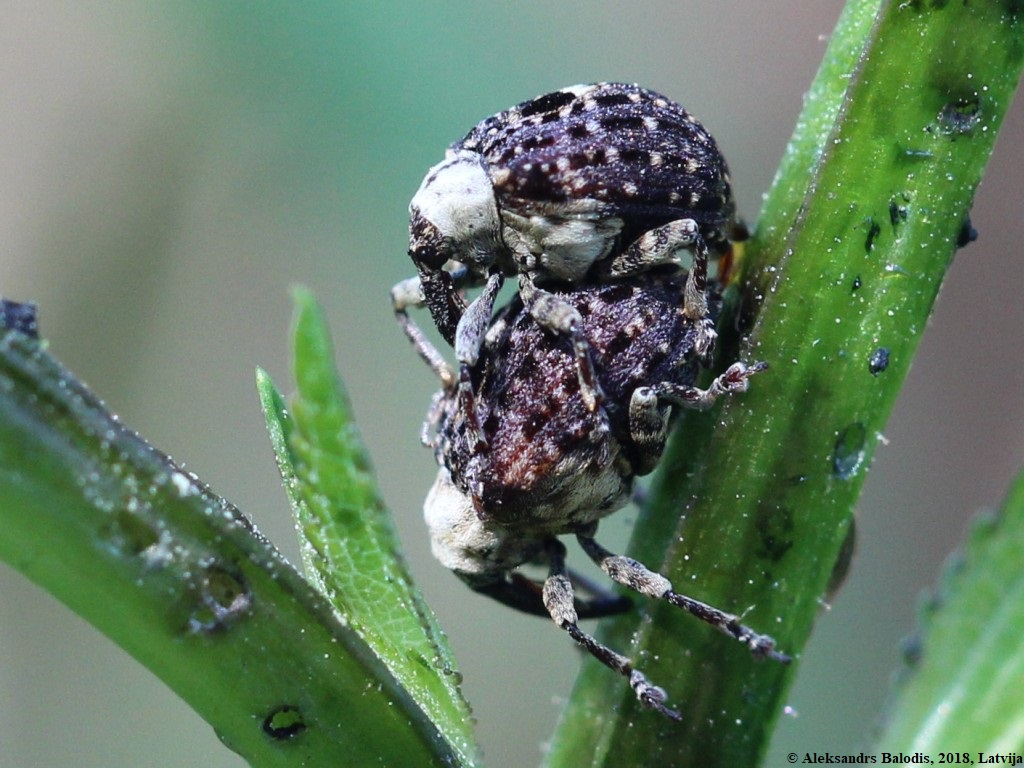
Kopulujące oskrobki trędownikowce

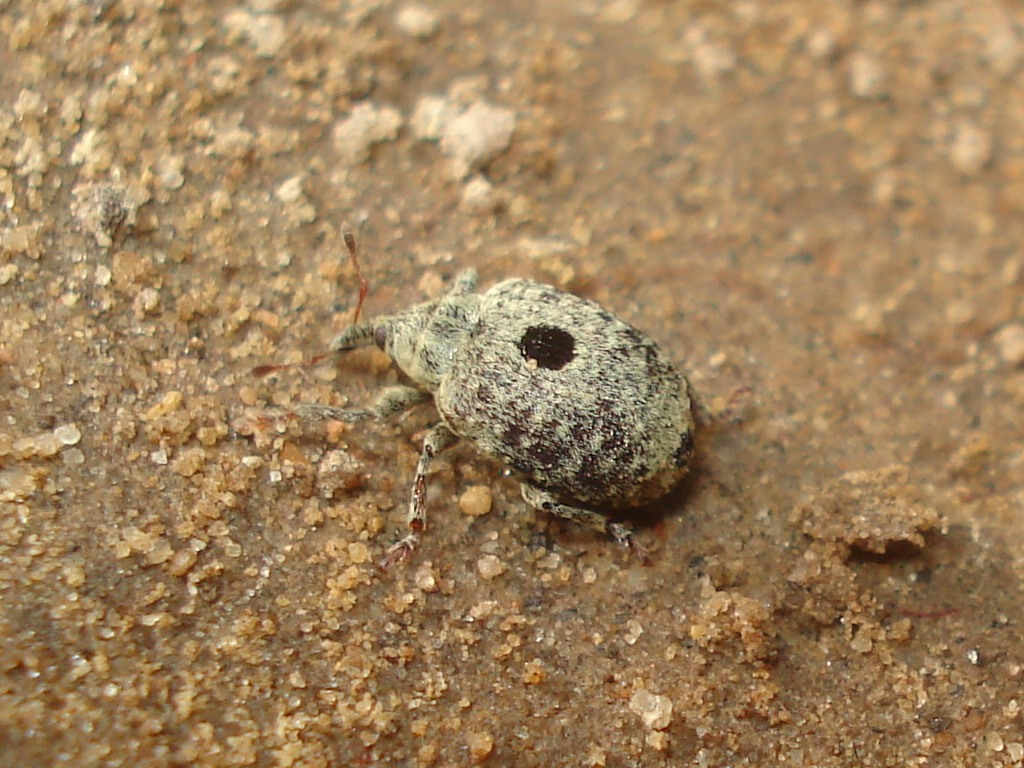
Cionus olivieri

Przedstawiciele rodzaju występują w Starym Świecie, zamieszkując krainy: palearktyczną, etiopską i orientalną. W Palearktyce rodzaj rozprzestrzeniony jest na całym obszarze z wyjątkiem krańców północnych, większej części Półwyspu Arabskiego i interioru Sahary. W Polsce stwierdzono występowanie 12 gatunków (zobacz: Curculioninae Polski). W krainie etiopskiej rodzaj zamieszkuje głównie Afrykę Południową, gdzie reprezentuje go około 20 gatunków, które jednak wymagają rewizji.

## Taksonomia
Rodzaj ten wprowadzony został w 1798 roku przez Josepha Philippe’a de Clairville’a, a jego gatunkiem typowym wyznaczony Curculio blattariae (obecnie synonim C. alauda). Do rodzaju tego należy ponad 80 opisanych gatunków. Ostatniej rewizji palearktycznych przedstawicieli rodzaju dokonali w 2019 roku Michael Košťál i Roberto Caldara, wyróżniając w jego obrębie 61 gatunków, sklasyfikowanych w 20 grupach:
- grupa gatunków: C. alauda
  - Cionus alauda (Herbst, 1784) - oskrobek krzywonos
- grupa gatunków: C. scrophulariae
  - Cionus scrophulariae (Linnaeus, 1758) – oskrobek trędownikowiec
  - Cionus tuberculosus (Scopoli, 1763) – oskrobek towarzyski
  - Cionus osmanlis Košťál et Caldara, 2019
- grupa gatunków: C. caucasicus
  - Cionus caucasicus Reitter, 1888
  - Cionus championi Marshall, 1926
  - Cionus ponticus Białooki, 2006
  - Cionus armeniacus Košťál et Caldara, 2019
  - Cionus himalayensis Košťál et Caldara, 2019
  - Cionus yunnanensis Košťál et Caldara, 2019
- grupa gatunków: C. hauseri
  - Cionus hauseri Wingelmüller, 1914
  - Cionus canariensis Uyttenboogaart, 1937
- grupa gatunków: C. subalpinus
  - Cionus subalpinus Reitter, 1904
  - Cionus dodeki Košťál et Caldara, 2019
- grupa gatunków: C. hortulanus
  - Cionus hortulanus (Geoffroy, 1785) – oskrobek ogrodowy
  - Cionus maurus Košťál et Caldara, 2019
  - Cionus rufescens Košťál et Caldara, 2019
  - Cionus harani Košťál et Caldara, 2019
  - Cionus schultzei Reitter, 1904
  - Cionus dependens Faust, 1886
  - Cionus negevicola Košťál et Caldara, 2019
  - Cionus rabinovitchi A. Hoffmann, 1938
  - Cionus laibalei Košťál et Caldara, 2019
  - Cionus tamazo Kôno, 1930
- grupa gatunków: C. flavopunctatus
  - Cionus flavopunctatus Wingelmüller, 1914
  - Cionus auriculus Reitter, 1904
  - Cionus fluviatilis Voss, 1960
- grupa gatunków: C. leonhardi
  - Cionus leonhardi Wingelmüller, 1914
  - Cionus hypsibatus Wingelmüller, 1914
  - Cionus donckieri Pic, 1898
  - Cionus wanati Białooki, 2006
- grupa gatunków: C. ungulatus
  - Cionus ungulatus Germar, 1821
  - Cionus balianii F. Solari, 1932
  - Cionus winkelmanni Košťál et Caldara, 2019
  - Cionus boroveci Košťál et Caldara, 2019
- grupa gatunków: C. thapsus
  - Cionus thapsus (Fabricius, 1792)
  - Cionus nigritarsis Reitter, 1904
  - Cionus khorasanicus Košťál et Caldara, 2019
- grupa gatunków: C. olivieri
  - Cionus olivieri Rosenschoeld, 1838
  - Cionus bremondi A. Hoffmann, 1938
  - Cionus clairvillei Boheman, 1838
- grupa gatunków: C. ganglbaueri
  - Cionus ganglbaueri Wingelmüller, 1914
  - Cionus colonnellii Košťál et Caldara, 2019
  - Cionus rossicus Košťál et Caldara, 2019
  - Cionus griseopubens Wingelmüller, 1914
  - Cionus neglectus Košťál et Caldara, 2019
- grupa gatunków: C. gebleri
  - Cionus gebleri Gyllenhal, 1838
- grupa gatunków: C. longicollis
  - Cionus longicollis C.N.F. Brisout de Barneville, 1863
  - Cionus montanus Wingelmüller, 1914
  - Cionus atlanticus Peyerimhoff, 1926
- grupa gatunków: C. schoenherri
  - Cionus schoenherri C.N.F. Brisout de Barneville, 1863
  - Cionus distinctus Desbrochers des Loges, 1869
- grupa gatunków: C. zonovi
  - Cionus zonovi Korotyaev, 1984
- grupa gatunków: C. olens
  - Cionus olens (Fabricius, 1792)
  - Cionus merkli Stierlin, 1882
  - Cionus pulverosus Guérin-Méneville, 1838
  - Cionus wittei Kirsch, 1880
- grupa gatunków: C. variegatus
  - Cionus variegatus (Brullé, 1839)
  - Cionus griseus Lindberg, 1958
- grupa gatunków: C. latefasciatus
  - Cionus latefasciatus Voss, 1956
- grupa gatunków: C. helleri
  - Cionus helleri Reitter, 1904